# Darcy Sharpe
Pour les articles homonymes, voir Sharpe.
Darcy Sharpe, né le 9 février 1996 à Calgary, est un snowboardeur canadien.
Il remporte aux Championnats du monde de snowboard 2015 la médaille d'argent en big air.

## Palmarès

### Championnats du monde
- Championnats du monde de 2015 à Kreischberg (Autriche) :
  -  Médaille d'argent en big air.

### Coupe du monde
- 1 petit  globe de cristal :
  - Vainqueur du classement big air en 2015.
- 3 podiums dont 2 victoires.

| Épreuve / Édition | Big air  | Slopestyle |
| ----------------- | -------- | ---------- |
| 2014-2015         | Stoneham |            |
| 2022-2023         |          | Calgary    |